# Nonna Papera e i racconti attorno al fuoco
Nonna Papera e i racconti attorno al fuoco è una serie di storie a fumetti debolmente legate tra loro, pubblicate su diverse testate disneyane tra il 1990 e il 2023. La serie è stata scritta quasi interamente da Rodolfo Cimino, e disegnata da vari autori tra cui Giorgio Cavazzano.

## Trama
Tutte le storie sono caratterizzate da un prologo ed un epilogo che mostrano Paperino, Paperone, Paperina e Qui Quo Qua in viaggio verso la fattoria di Nonna Papera per trascorrere un fine settimana con lei e ascoltare una delle sue "celebri storie". I racconti narrati da Nonna Papera hanno quasi sempre un carattere sentimentale (amori tormentati, unioni impossibili, ecc.) e talvolta non sono a lieto fine.
Altra caratteristica di queste storie è di essere sempre divise in due parti (corrispondenti ai due giorni trascorsi dalla famiglia dei paperi alla fattoria: a notte inoltrata, infatti, la nonna sospende il racconto per riprenderlo la sera successiva).

## Elenco delle storie
Le storie appartenenti alla serie sono, in ordine di prima pubblicazione:
- Il bel cavaliere e la regina del lago perduto (Topolino nº 1782 del 1990, testi di Rodolfo Cimino e disegni di Giorgio Cavazzano);
- Ombretta e l'angolo dei salici (Topolino nº 1809 del 1990, testi di Cimino, disegni di Cavazzano);
- Martin il marinaio e le perle nere del Pacifico (Topolino nº 1829 del 1990, testi di Cimino, disegni di Cavazzano);
- La leggenda del lago d'argento (Topolino nº 1921 del 1992, testi di Nino Russo, disegni di Alessandro Perina);
- La regina delle rocce e il fiore proibito (Topolino nº 1932 del 1992, testi di Cimino, disegni di Alessio Coppola);
- Il tamburino e i tre soldi del destino (Topolino nº 1943 del 1993, testi di Cimino, disegni di Cavazzano);
- Ala di colomba e l'uomo delle nevi (Topolino nº 1953 del 1993, testi di Cimino, disegni di Emanuele Barison);
- Steve il boscaiolo e la fontana di pietra (Topolino nº 2025 del 1994, testi di Cimino, disegni di Roberto Vian);
- La principessa di ghiaccio e Norge il giovane blasonato (Minni & company nº 31 del 1995, testi di Cimino, disegni di Alessandro Gottardo e Alessandra Ghelfi).
- La leggenda del console Paolo e della Tenace Lucilla (Topolino nº 3513 del 2023, storia di Cimino, adattamento di Tito Faraci, disegni di Giampaolo Soldati, chine di Simone Paoloni, colori di Chiara Bonacini e Putra Shah Bin Bin Abd Jalil).

## Riedizioni
La serie è stata ristampata nel 2022 nella collana Le Serie Imperdibili, raccogliendo in tre volumi tutte le storie degli anni novanta insieme a soggetti inediti di Cimino di altre storie della serie. Alcune storie sono riproposte con la nuova colorazione che era stata realizzata per Paperino Mese e che presenta alcuni errori, come capigliature ricolorate mentre nella prima edizione erano correttamente bianche e cappotti di pellicce verdi.

## Curiosità
Il tamburino Thomas ricompare nella storia Paperino e la valle dell'eterna primavera, pubblicata su Topolino 2308.